# NGC 6009
NGC 6009 est une lointaine et vaste galaxie spirale barrée située dans la constellation du Serpent. Sa vitesse par rapport au fond diffus cosmologique est de 10 640 ± 8 km/s, ce qui correspond à une distance de Hubble de 156,9 ± 11,0 Mpc (∼512 millions d'al). NGC 6009 a été découverte par l'astronome allemand Albert Marth en 1864.
NGC 6009 présente une large raie HI.
À ce jour, une mesure non basée sur le décalage vers le rouge (redshift) donne une distance d'environ 238,000 Mpc (∼776 millions d'al). Cette valeur est loin à l'extérieur des valeurs de la distance de Hubble.